# Жаркий лёд
«Жаркий лёд» — российский телесериал телекомпании Star Media 2008 года. В сериале принимают участие как профессиональные актёры, так и фигуристы.
«Жаркий лёд» — история о судьбах людей, которые тесно связали свою жизнь с фигурным катанием. В телесериале показана вся подноготная большого спорта изнутри: слёзы и счастье во время побед, неподкупную любовь и предательство, настоящую дружбу и закулисные интриги.
Главные роли в фильме сыграли Олимпийские чемпионы, многократные чемпионы России, Европы и мира: Алексей Ягудин, Роман Костомаров, Алексей Тихонов, а также призёры чемпионатов России, Европы и мира: Александр Абт, Повилас Ванагас и другие. В сериале участвуют известные актёры России: Екатерина Гусева, Борис Невзоров, Анна Большова, Людмила Артемьева.
Идея фильма принадлежит Первому каналу. После успеха проекта «Ледниковый период», Первый канал совместно с кинокомпанией «Стар Медиа» решил продолжить тему фигурного катания в многосерийном фильме «Жаркий Лёд», где звёзды фигурного катания выступили в новом амплуа — драматических актёров.

## Сюжет
Чемпионат России. У подопечных Трофимова — Рокотова и Белькевич нет конкурентов. К тому же его дочь Наташа в паре с В. Молодцовым имеет шансы на бронзу. Но Наталья получает травму, врачи запрещают ей кататься.
В это время из Америки ни с чем возвращается фигуристка Анна Берковская — подруга Наташи и бывшая возлюбленная Виктора, жениха и партнёра Наташи. Трофимов отказывается тренировать «беглянку», никто из других тренеров также не соглашается тренировать её.
Оправившись после травмы, Наташа решает стать тренером и ставит своего мужа в пару с подругой Берковской. Старый роман возобновляется и почти сразу после свадьбы Трофимова и Молодцов расстаются. Распадается и другая супружеская пара — Логинова — Братцев. Логинова начинает тренироваться в паре с Молодцовым, а Берковская — с Братцевым.
Из Барнаула приезжает парочка влюблённых. Они оба спортсмены. Она — Люда (парное катание), он — Рома (одиночное катание). Люду Измайлову не берётся тренировать ни один тренер. Она уходит в балет Золотарёвой. Рому берёт тренировать Трофимова. В итоге Рома становится чемпионом России, а Берковская-Братцев занимают третье место в танцах. Наташа ликует. Их соперники — Молодцов-Логинова с треском провалились. Молодцов уезжает во Францию. Люду выгоняют из балета. Ей нашли замену — Вера Логинова. Однако это не надолго.
Вскоре из США вернётся Максим Воронин, ставший чемпионом этой страны. И встав с ним в пару, Логинова бросит балет, навредив тем самым бизнесу Золотарёвой. И если бы У Анжелы Игоревны не было романа с их тренером Громовым, она бы предъявила Вере большие неустойки. Роман заболевает сразу после чемпионата. Люда странным способом достает деньги ему на операцию. Он улетает в Израиль. Воронин провоцирует Наташу. В газетах появляются скандальные статьи о молодом тренере. Вскоре Корнеев отстраняет её от работы. Трагически погибает партнёрша Николая — Саша Белькевич. Николай в трауре: она была его партнёршей не только на льду. Жена Елена увозит сына Никиту в Лондон к новому мужу. Трофимов находит Николаю новую партнёршу — Вику Полонскую.

## В ролях
- Екатерина Гусева — Наташа Трофимова
- Алексей Тихонов — Николай Рокотов
- Валерия Ланская — Вика Полонская
- Павел Трубинер — Сергей Братцев
- Мария Аниканова — Анна Берковская
- Роман Костомаров — Виктор Молодцов
- Анна Большова — Саша Белькевич
- Алексей Ягудин — Рома Козырев
- Александр Абт — Максим Воронин
- Борис Невзоров — тренер Трофимов А. П., отец Наташи
- Ирина Слуцкая —  тренер Иванова
- Людмила Артемьева — Виолетта Константиновна, тётя Натальи
- Агния Кузнецова —  Ася Самсонова
- Александр Карпов — тренер Привалов Андрей Сергеевич
- Наталья Рычкова — Вера Логинова
- Александр Тютин — тренер Громов Михаил Ильич
- Мария Глазкова — Лилия Самсонова, мать Аси
- Ксения Роменкова — Люба Зорина
- Антон Шурцов — Игорь Давыденко
- Михаил Дорожкин — журналист В. Кондратьев
- Константин Демидов — журналист Голубев
- Анна Носатова — Люда Измайлова
- Нателла Третьякова — Ирина Корабельникова, врач сборной
- Оксана Кутузова — Золотарёва Анжела Игоревна
- Грегори-Саид Багов — Эдуард Ремнёв, главный хореограф балета на льду
- Станислав Новожилов — Никита
- Ольга Родина — Елена Рокотова
- Олег Семисынов — адвокат Смылкина
- Вячеслав Гришечкин — Виталий Борисович Смылкин, директор Ледового Дворца
- Андрей Чубченко — Игорь Борисович Корнеев
- Максим Коновалов — жених Наташи
- Евгений Лесной — журналист
- Елена Ланская — Моника
- Марина Ширшикова — эпизод
- Юлия Учиткина — эпизод

## Съёмочная группа
- Режиссёры: Олег Ларин, Владимир Филимонов, Анарио Мамедов, Михаил Кабанов
- Сценаристы: Владимир Дьяченко, Аметхан Магомедов, Светлана Королёва, Игорь Митюшин, Константин Чепурин, Андрей Галанов[1]
- Оператор: Анна Куранова
- Композитор: Сергей Парамонов
- Художник: Константин Винокуров
- Продюсеры: Виталий Бордачёв, Владислав Ряшин, Илья Авербух